# Lampornis amethystinus
El colibrí amatistino (Lampornis amethystinus), también denominado gema de garganta amatista, colibrí-serrano gorjiamatisto o colibrí garganta amatista (en México) o colibrí cuellamatista (en Honduras), es una especie de ave apodiforme de la familia Trochilidae —los colibríes— perteneciente al género Lampornis. Es nativo de México y del norte de América Central.

## Distribución y hábitat
Se distribuye de forma disjunta desde el este y centro oeste de México, hacia el sur por Guatemala, El Salvador, hasta Honduras.
Esta especie es considerada bastante común en sus hábitats naturales: el interior y los bordes de bosques montanos siempreverdes y bosques de pino-encino, en altitudes entre 900 y 3000 m.

## Sistemática

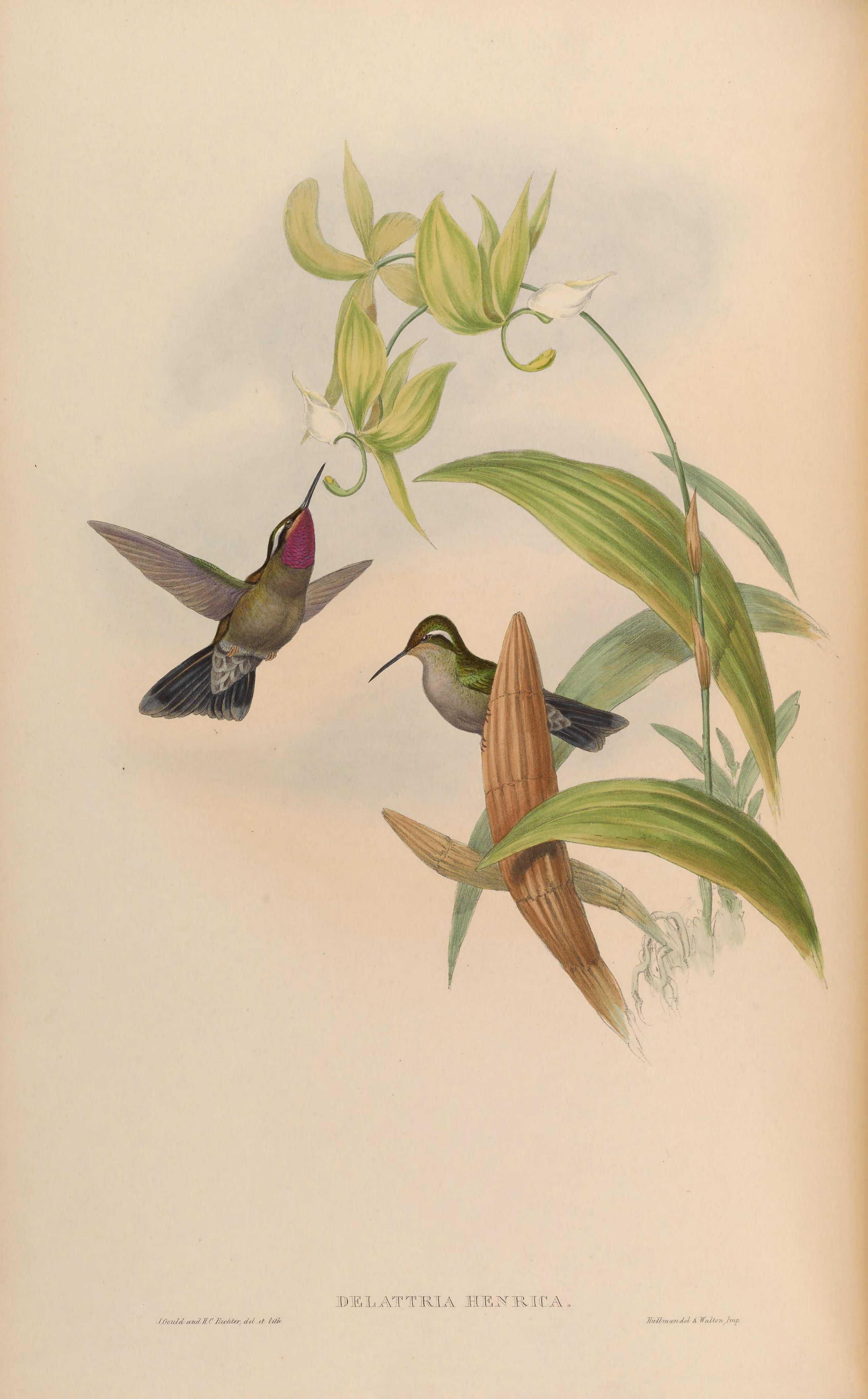
Delattria henrica, sinónimo de Lampornis amethystinus, ilustración de Gould y Richter en A monograph of the Trochilidae, or family of humming-birds 2, 1861.

### Descripción original
La especie L. amethystinus fue descrita por primera vez por el zoólogo británico William Swainson en 1827 bajo el mismo nombre científico, en la misma publicación en que propuso el presente género; su localidad tipo es: «Temescaltepec y Real del Monte, México».

### Etimología
El nombre genérico masculino «Lampornis» se compone de las palabras del griego «lampē» que significa ‘antorcha’, ‘luz’, y «ornis» que significa ‘ave’; y el nombre de la especie «amethystinus», en latín significa ‘de color de amatista’.

### Taxonomía
La subespecie margaritae es la que más difiere de las otras cuatro y posiblemente represente una especie separada. Las formas descritas 	Delattria pringlei Nelson, 1897 y Delattria henrica brevirostris Ridgway, 1908, se consideran sinónimos de margaritae.

### Subespecies
Según las clasificaciones del Congreso Ornitológico Internacional (IOC) y Clements Checklist/eBird  se reconocen cinco subespecies, con su correspondiente distribución geográfica:
- Grupo politípico amethystinus:
  - Lampornis amethystinus amethystinus Swainson, 1827 – montañas del centro y este de México (sur de Nuevo León y sur de Tamaulipas hasta Veracruz y norte de Oaxaca).
  - Lampornis amethystinus circumventus (A.R. Phillips), 1966 – sur de México (oeste de la Sierra de Miahuatlán, en el suroeste de Oaxaca).
  - Lampornis amethystinus salvini (Ridgway), 1908 – tierras altas del sur de México (Chiapas), Guatemala y El Salvador.
  - Lampornis amethystinus nobilis Griscom, 1932 – tierras altas de Honduras.

- Grupo monotípico margaritae:
  - Lampornis amethystinus margaritae (Salvin & Godman), 1889 – suroeste de México (Nayarit y Jalisco hasta Michoacán y el oeste de Oaxaca).